# Interpolacija
Interpolácija je v matematiki približna vrednost funkcije znotraj obsega znanih nepovezanih vrednosti neodvisne spremenljivke. Imejmo na primer naslednjo tabelo vrednosti fukcije
{\displaystyle {\begin{matrix}\mathbf {x} &\mathbf {f(x)} \\&\\1&1\\2&4\\3&9\\\vdots &\vdots \\4&16\\5&25\\\end{matrix}}}
Vidimo, da lahko odvisnost f(x) prilegamo s funkcijo x². V splošnem pri interpolaciji ni tako. Radi bi vedeli vrednost funkcije f(x), ki odgovarja x = 1,7. Najenostavnejša je linearna interpolacija med vrednostmima za x = 1 in x = 2:
{\displaystyle f(1,7)\approx f(1)+{\frac {1,7-1}{2-1}}(f(2)-f(1))=1+0,7(4-1)=1+0,7\cdot 3=3,1\;.}
Če je osnovna funkcija res {\displaystyle x^{2}}, je prava rešitev seveda
{\displaystyle f(1,7)=1,7^{2}=2,89}
Na ta način po navadi interpolacija ni natančna. Zaradi tega lahko interpolacijo uporabimo kot učinkovit algoritmski postopek za 'ugibanje' številskih vrednosti, ki manjkajo, za spajanje točk v grafičnem prikazu, iskanje najboljšega prilega premic njihovim nagibom. V bistvu jo lahko uporabimo vsakokrat kadar želimo pretvoriti nezvezen niz podatkov v zvezno funkcijo.
Pri ekstrapolaciji za razliko iščemo vrednosti funkcije zunaj danega obsega znanih vrednosti. Moramo biti pazljivi, ker tukaj rezultati niso vedno smiselni.

## Interpolacijski algoritmi
Pri iskanju ustreznega algoritma za interpolacijo vrednosti je potrebno upoštevati več stvari. Na primer kako dobro želimo prilagoditi funkcijo, koliko vrednosti želimo uporabiti za prilagajanje.

## Interpolacijski postopki
Primerjajmo nekaj splošno uporabljanih interpolacijskih algoritmov, da dobimo vpogled kdaj je kakšen uporaben. V primerih bomo označili zaporedne vrednosti v ciljnem podatkovnem nizu kot {\displaystyle v_{0},v_{1},v_{2},v_{3}} in vrednost, ki jo interpoliramo kot {\displaystyle x}. Tako je naša funkcija
{\displaystyle {\begin{matrix}\mathbf {x} &\mathbf {f(x)} \\&\\\lfloor x\rfloor -1&v_{0}\\\lfloor x\rfloor &v_{1}\\\vdots &\vdots \\\lfloor x\rfloor +1&v_{2}\\\lfloor x\rfloor +2&v_{3}\\\end{matrix}}}
{\displaystyle x_{f}=x-\lfloor x\rfloor }

### Primer linearne interpolacije
Najpreprostejši postopek je linearna interpolacija, v angleških virih tudi označen z navideznim akronimom lerp.
Imamo dve vrednosti v točkah {\displaystyle v_{1}} in {\displaystyle v_{2}}. Potem določimo približni vrednosti z uteženo srednjo vrednostjo med dvema točkama, ki sta odvisni od vrednosti {\displaystyle x}. To nam da:
{\displaystyle IV=v_{1}(1-x_{f})+v_{2}(x_{f})}
Ta algoritem je hiter in enostaven. Težava je, ker dobljena funkcija ni zvezno odvedljiva (oziroma ni odvedljiva pri {\displaystyle \lfloor x\rfloor }).

### Primer interpolacije s kosinusom
Ta algoritem je malo obsežnejši od linearne interpolacije, vendar ne preveč.
Tukaj vzamemo dve vrednosti in z vrednostjo za {\displaystyle x} izračunamo kosinus na intervalu {\displaystyle [0\ldots \pi ]}, preslikamo v {\displaystyle [\lfloor x\rfloor \ldots \lceil x_{i}\rceil ]}, kar se na koncu preslika v točki {\displaystyle v_{1}} in {\displaystyle v_{2}}.
{\displaystyle F={\frac {1-\cos(x_{f}\pi )}{2}}}
{\displaystyle IV=v_{1}(1-F)+v_{2}F}
To je le malo boljše od linearne interpolacije. Dobljena funkcija je sicer zvezno odvedljiva, toda odvedljivost je napovedljiva, ker je interpolacija še vedno linearna (odvod je v {\displaystyle \lfloor x\rfloor } zmeraj enak nič).

### Primer kubične interpolacije
Kubični algoritem je primer polinomske interpolacije. Ker je število potrebnih koeficientov za izračun kubične funkcije le štiri, je to število členov v večini primerov dovolj.
Aproksimacijski polinom lahko zapišemo v obliki:
{\displaystyle f(t)=at^{3}+bt^{2}+ct+d}
kjer se {\displaystyle f(t)} preslika na točke
{\displaystyle f(-1)=v_{0}=-a+b-c+d}
{\displaystyle f(0)=v_{1}=d}
{\displaystyle f(1)=v_{2}=a+b+c+d}
{\displaystyle f(2)=v_{3}=8a+4b+2c+d}
Sedaj enačbe rešimo za {\displaystyle a,b,c} in {\displaystyle d}, da dobimo:
{\displaystyle a={\begin{matrix}{1 \over 6}\end{matrix}}(-v_{0}+3v_{1}-3v_{2}+v_{3})}
{\displaystyle b={\begin{matrix}{1 \over 2}\end{matrix}}(v_{0}-2v_{1}+v_{2})}
{\displaystyle c={\begin{matrix}{1 \over 6}\end{matrix}}(-2v_{0}-3v_{1}+6v_{2}-v_{3})}
{\displaystyle d=v_{1}}
Z zgornjimi koeficienti tvorimo polinom in ga izračunamo za izbrani {\displaystyle x}.
{\displaystyle IV=ax_{f}^{3}+bx_{f}^{2}+cx_{f}+d}
Čeprav moramo tukaj najprej izračunati koeficiente krivulje, je ta postopek veliko natančnejši od linearne interpolacije.

## Interpolacija v višjih razsežnostih
Večrazsežni interpolacijski postopki so posebej prilagojeni od interpolacije vzdolž številskih premic do interpolacije vzdolž ravnin, prostornin ali celo višjih razsežnosti polj numeričnih podatkov.

### Dve razsežnosti
- bilinearna interpolacija
- trilinearna interpolacija

## Zgodovina
- Guo Šoudžing